# Monarca de Nuku Hiva
El monarca de Nuku Hiva (Pomarea nukuhivae) és un ocell extint de la família dels monàrquids (Monarchidae).

## Hàbitat i distribució
Habitava els boscos de l'illa de Nuku Hiva, a les Marqueses.

## Taxonomia
Antany considerada una subespècie de Pomarea mendozae. Actualment es considera una espècie de ple dret seguint Cibois et al. (2004).,